# Valašské Příkazy
Valašské Příkazy là một làng thuộc huyện Vsetín, vùng Zlínský, Cộng hòa Séc.